# Caïdat d'Aït Oufella
À ne pas confondre avec Aït Oufella, village marocain de la commune rurale de Tagante, dans la province de Guelmim.
Pour les articles homonymes, voir Oufella.
La caïdat d'Aït Oufella est une circonscription administrative marocaine située dans le cercle de Midelt qui lui-même est situé dans la province de Midelt, au sein de la région administrative de Drâa-Tafilalet. Son chef-lieu est situé sur la commune d'Aït Izdeg.

## Communes
Quatre communes rurales sont rattachées au caïdat  d'Aït Oufella : Aït Izdeg, Aït Ayach, Mibladen et Amersid.

## Géographie
Le territoire du caïdat d'Aït Oufella encercle la ville de Midelt.

## Historique
Avant que la province de Midelt ne soit créée, en 2009, le caïdat d'Aït Oufella faisait partie de la province de Khénifra.

## Démographie
Selon les données communales des derniers recensements, la population du caïdat d'Aït Oufella est passée, de 1994 à 2004, de 25 255 à 28 961 habitants.

## Administration
Le caïdat d'Aït Oufella dispose de quatre centres de santé communaux (à raison d'un par commune) et de quatre dispensaires ruraux (un dans la commune de Mibladen et trois dans celle d'Amersid).